# Resolutie 1382 Veiligheidsraad Verenigde Naties
Resolutie 1382 van de Veiligheidsraad van de Verenigde Naties werd op 29 november 2001 unaniem aangenomen door de VN-Veiligheidsraad.

## Achtergrond
Op 2 augustus 1990 viel Irak zijn zuiderbuur Koeweit binnen en bezette dat land. De Veiligheidsraad veroordeelde de inval nog diezelfde dag middels resolutie 660 en later kregen de lidstaten carte blanche om Koeweit te bevrijden. Eind februari 1991 was die strijd beslecht en legde Irak zich neer bij alle aangenomen VN-resoluties. In 1995 werd met resolutie 986 het olie-voor-voedselprogramma in het leven geroepen, om met olie-inkomsten humanitaire hulp aan de Iraakse bevolking te betalen.

## Inhoud

### Waarnemingen
De vorige resoluties hierover van de Veiligheidsraad hielden verband met het verbeteren van het humanitaire programma voor Irak, het olie-voor-voedselprogramma. Totdat dat land aan de resoluties 687 uit 1991 en 1284 uit 1999 zou hebben voldaan, bleef het nodig om dat programma voort te zetten.

### Handelingen
Derhalve werden de provisies van resolutie 986, die in 1995 het olie-voor-voedselprogramma in het leven had geroepen, nogmaals met 180 dagen verlengd, te beginnen op 1 december. Ook werd beslist dat alle verwijzingen in resolutie 1360 naar de in de resolutie bepaalde periode van 150 dagen zouden verwijzen naar de 180 dagen die in deze resolutie werden bepaald.

### Annex 1 - Herziene lijst met voorgestelde goederen
Annex 1 bij resolutie 1382 omvatte de herziene lijst van goederen die in verband met het olie-voor-voedselprogramma mochten worden verkocht aan Irak en die werden betaald met de opbrengsten van door Irak verkochte aardolie.

### Annex 2 - Procedures
Annex 2 legde de procedures vast om de goederen in annex 1 aan Irak te verkopen. Zo moest een aanvraag worden gedaan bij het Kantoor van het Irak-programma en werd een controle uitgevoerd door UNMOVIC, de wapeninspectiemissie in Irak.

## Verwante resoluties
- Resolutie 1352 Veiligheidsraad Verenigde Naties
- Resolutie 1360 Veiligheidsraad Verenigde Naties
- Resolutie 1409 Veiligheidsraad Verenigde Naties (2002)
- Resolutie 1441 Veiligheidsraad Verenigde Naties (2002)

Lijst ·  1335 ·  1336 ·  1337 ·  1338 ·  1339 ·  1340 ·  1341 ·  1342 ·  1343 ·  1344 ·  1345 ·  1346 ·  1347 ·  1348 ·  1349 ·  1350 ·  1351 ·  1352 ·  1353 ·  1354 ·  1355 ·  1356 ·  1357 ·  1358 ·  1359 ·  1360 ·  1361 ·  1362 ·  1363 ·  1364 ·  1365 ·  1366 ·  1367 ·  1368 ·  1369 ·  1370 ·  1371 ·  1372 ·  1373 ·  1374 ·  1375 ·  1376 ·  1377 ·  1378 ·  1379 ·  1380 ·  1381 ·  1382 ·  1383 ·  1384 ·  1385 ·  1386